# Aigueperse, Puy-de-Dôme
Aigueperse là một xã trong tỉnh Puy-de-Dôme, thuộc vùng hành chính Auvergne-Rhône-Alpes của nước Pháp, có dân số là 2.504 người (thời điểm 1999).

## Nhân khẩu học
| 1962  | 1968  | 1975  | 1982  | 1990  | 1999  |
| ----- | ----- | ----- | ----- | ----- | ----- |
| 2.017 | 2.273 | 2.680 | 2.734 | 2.534 | 2.504 |

## Các thành phố kết nghĩa
- Allstedt, Đức

## Những người con của thành phố
- Michel de l'Hôpital, chính khách, thủ tướng Pháp, nhà văn
- Louis de Marillac, thống chế của Pháp
- Jacques Delille, nhà thơ